# Marianne Gaba
Clayre Peters Elaine Reynolds
Marianne Gaba (née le 13 novembre 1939, morte le 3 mai 2016) était une reine de beauté, mannequin et actrice américaine.

## Biographie
Marianne Gaba est née à Chicago, dans l'Illinois. Elle parlait couramment (outre l'anglais) trois langues : tchèque, polonais et espagnol.
Elle a été Miss Illinois USA 1957 , finaliste du concours de Miss Univers puis playmate du magazine de charme Playboy en  septembre 1959.Ses photos ont été prises par Lawrence Schiller.
Le 11 juin 1960, elle épousa Michael Eugene Starkman à Las Vegas, Nevada ; ils ont eu deux enfants : son fils, Gregory C., est né en 1962 et sa fille, Wendy M., est née en 1966.
Marianne Gaba est décédée le 3 mai 2016 d'un cancer du cerveau à Los Angeles en Californie, à l'âge de 76 ans.

## Filmographie
- Dr Goldfoot et la machine à bikini (1965) .... Robot
- Comment bourrer un bikini sauvage (1965) .... Animal
- Les Beverly Hillbillies
  - "L'école cool est sortie" (1965) .... Écureuil
  - "Grand papa, Jed" (1965) .... Écureuil
- Loi de Burke – « Qui a tué le gros chat ? » (1965).... Belle blonde
- The Patsy (1964) (non-crédité) .... Serveuse
- Île d'amour (1963) (non-créditée)
- Les Choppers (1961) .... Liz
- Checkmate - "La pause boutonnée" (1961) .... Petite amie
- 77 Bande de coucher de soleil
  - "Les Affaires d'Adam Gallante" (1960) .... Pêches Schultz
  - "Chantez quelque chose de simple" (1959) .... Lita Ladoux
- GI Blues (1960) (non-crédité) .... Fille de bar
- Raymie (1960) .... Deuxième fille
- S'il vous plaît, ne mangez pas les marguerites (1960) (non-créditée) .... Jeune fille
- Mike Hammer (1959) .... La fille de Doris
- Johnny Staccato - "Un morceau de paradis" (1959) .... Gaba Gaba Hé
- Missile vers la Lune (1958) .... Fille de la lune
- Le spectacle de George Burns et Gracie Allen - « Too Much Pot Roast » (1957) ….. Miss Illinois